# Diskografija Sandija Cenova
Diskografija Sandija Cenova obuhvaća deset studijskih albuma, jedan EP i jedan uživo album.

## Studijski albumi
| Godina                                                                               | Album                                                                                          | Najviša pozicija | Najviša pozicija | Najviša pozicija | Certifikacije |
| Godina                                                                               | Album                                                                                          | HR               | SL               | SR               | Certifikacije |
| ------------------------------------------------------------------------------------ | ---------------------------------------------------------------------------------------------- | ---------------- | ---------------- | ---------------- | ------------- |
| 1990.                                                                                | Sve je to samo Rock' n roll - izdan: 1990. - producentska kuća: ZG Zoe - formati: CD, kazeta   | —                | —                | —                |               |
| 1994.                                                                                | U tvojim mislima - izdan: 1994. - producentska kuća: ZG Zoe - formati: CD, kazeta              | —                | —                | —                |               |
| 1995.                                                                                | Neka trese, neka udara - izdan: 1995. - producentska kuća: ZG Zoe - formati: CD, kazeta        | —                | —                | —                |               |
| 1998.                                                                                | Neke pjesme ljubavne - izdan: 1998. - producentska kuća: Orfej, Tonika - formati: CD, kazeta   | —                | —                | —                |               |
| 2000.                                                                                | Navike - izdan: 2000. - producentska kuća: Croatia Records - formati: CD, kazeta               | —                | —                | —                |               |
| 2001.                                                                                | Sve je tu - izdan: 2001. - producentska kuća: Croatia Records - formati: CD, kazeta            | —                | —                | —                |               |
| 2004.                                                                                | Popravi mi dan - izdan: 2004. - producentska kuća: Hit Records - formati: CD, kazeta           | —                | —                | —                |               |
| 2007.                                                                                | Sandiland - izdan: 2007. - producentska kuća: Hit Records - formati: CD, kazeta                | —                | —                | —                |               |
| 2010.                                                                                | Sve što imam - izdan: 2010. - producentska kuća: Hit Records - formati: CD, digitalni download | —                | —                | —                |               |
| 2012.                                                                                | To je to - izdan: 2012. - producentska kuća: Hit Records - formati: CD, digitalni download     | —                | —                | —                |               |
| "—" znači da album nije izdan u toj državi ili nije dosegao mjesto na top ljestvici. |                                                                                                |                  |                  |                  |               |

## EP
| Godina                                                                               | EP                                                                            | Najviša pozicija | Najviša pozicija | Najviša pozicija | Certifikacije |
| Godina                                                                               | EP                                                                            | HR               | SL               | SR               | Certifikacije |
| ------------------------------------------------------------------------------------ | ----------------------------------------------------------------------------- | ---------------- | ---------------- | ---------------- | ------------- |
| 1993.                                                                                | Ljubav je tu - izdan: 1993. - producentska kuća: ZG Zoe - formati: CD, kazeta | —                | —                | —                |               |
| "—" znači da album nije izdan u toj državi ili nije dosegao mjesto na top ljestvici. |                                                                               |                  |                  |                  |               |

## Uživo albumi
| Godina                                                                               | Album                                                              | Najviša pozicija | Najviša pozicija | Najviša pozicija | Certifikacije |
| Godina                                                                               | Album                                                              | HR               | SL               | SR               | Certifikacije |
| ------------------------------------------------------------------------------------ | ------------------------------------------------------------------ | ---------------- | ---------------- | ---------------- | ------------- |
| 1997.                                                                                | Unplugged - Live - producentska kuća: ZG Zoe - formati: CD, kazeta | —                | —                | —                |               |
| "—" znači da album nije izdan u toj državi ili nije dosegao mjesto na top ljestvici. |                                                                    |                  |                  |                  |               |